# NGC 128
NGC 4490 je čočková galaxie v souhvězdí Ryb vzdálená od Země přibližně 190 milionů světelných let. Objevil ji William Herschel 25. prosince 1790.
Tato čočková galaxie je směrem k Zemi natočená hranou, takže se zdá být velice protáhlá. Její skutečný rozměr je přibližně 165 000 světelných let. Její zajímavostí je halo, které má tvar burského oříšku a patrně je způsobeno gravitačním působením okolních galaxií, zejména galaxií NGC 127, jak můžeme usuzovat z hvězdného můstku mezi oběma galaxiemi.
Od Země je vzdálená přibližně 190 milionů světelných let a je hlavním členem podle ní nazvané malé skupiny galaxií, která se označuje LGG 6 a do níž pravděpodobně patří i NGC 126, NGC 127 a NGC 130.